# Vlag van Mexico-Stad

Vlag van Mexico-Stad (ratio 4:7)

Vlag van Mexico-Stad (variant)

De niet-officiële vlag van Mexico-Stad toont het zwarte wapen van het Mexicaanse Federaal District centraal op een witte achtergrond, waarbij de hoogte-breedteverhouding van de vlag net als die van de Mexicaanse vlag 4:7 is. Soms gebruikt dit vlag met het wapen in kleur.
Net als de meeste staten van Mexico heeft Mexico-Stad geen officiële vlag, maar wordt de hier rechts afgebeelde vlag op niet-officiële wijze gebruikt.